# Caroline Ciavaldini
Caroline Ciavaldini (* 6. března 1985 Toulouse) je bývalá francouzská reprezentantka ve sportovním lezení. Juniorská mistryně světa a mistryně Francie v lezení na obtížnost.

## Výkony a ocenění
- 2008: nominace na Světové hry 2009 v tchajwanském Kao-siungu, kde skončila třetí

### Sportovní výstupy ve skalách
- 8c+

### Závodní výsledky
| Světové hry | Světové hry |
| Rok         | 2009        |
| ----------- | ----------- |
| Obtížnost   | 3           |

| Arco Rock Master | Arco Rock Master | Arco Rock Master |
| Rok              | 2010             |                  |
| ---------------- | ---------------- | ---------------- |
| Obtížnost        | 8                |                  |

| Mistrovství světa | Mistrovství světa | Mistrovství světa |
| Rok               | 2011              |                   |
| ----------------- | ----------------- | ----------------- |
| Obtížnost         | 16                |                   |

| Obtížnost          | 3 | 3 |  |
| jednotlivě (x/x/x) |   |   |  |

| Mistrovství Evropy | Mistrovství Evropy | Mistrovství Evropy |
| Rok                | 2010               |                    |
| ------------------ | ------------------ | ------------------ |
| Obtížnost          | 26                 |                    |

| Mistrovství Francie | Mistrovství Francie | Mistrovství Francie | Mistrovství Francie | Mistrovství Francie | Mistrovství Francie | Mistrovství Francie | Mistrovství Francie | Mistrovství Francie |
| Rok                 | 2004                | 2005                | 2006                | 2007                | 2008                | 2009                | 2010                | 2011                |
| ------------------- | ------------------- | ------------------- | ------------------- | ------------------- | ------------------- | ------------------- | ------------------- | ------------------- |
| Obtížnost           | 1                   | 1                   | 1                   | 1                   | 2                   | 2                   | 3                   | 2                   |

| Mistrovství světa juniorů | Mistrovství světa juniorů | Mistrovství světa juniorů | Mistrovství světa juniorů |
| Rok                       | 2002 juniorky             | 2003 juniorky             | 2004 kat A                |
| ------------------------- | ------------------------- | ------------------------- | ------------------------- |
| Obtížnost                 | 1                         | 1                         | 1                         |

## Filmografie
- Paul Diffley, Chris Prescott: Redemption: The James Pearson Story, 2016,